# Scapogoephanes
Scapogoephanes is een kevergeslacht uit de familie van de boktorren (Cerambycidae). De wetenschappelijke naam van het geslacht werd voor het eerst geldig gepubliceerd in 1955 door Breuning.

## Soorten
Scapogoephanes omvat de volgende soorten:
- Scapogoephanes pusillus Breuning, 1955
- Scapogoephanes rhodesicus Breuning, 1971
- Scapogoephanes usambaricus Breuning, 1961